# Thomas de Monthermer
Thomas de Monthermer, né le 4 octobre 1301 et mort le 24 juin 1340, 2e baron Monthermer, est un noble anglais.

## Biographie
Thomas de Monthermer, né le 4 octobre 1301 à Stoke, situé près de la ville de Ham dans le Wiltshire, est le troisième enfant et le premier fils de Raoul de Monthermer et de Jeanne d'Angleterre. Sa mère est la fille du roi Édouard Ier d'Angleterre et a épousé en premières noces Gilbert de Clare, 7e comte de Gloucester et 6e comte de Hertford, qui lui a déjà donné un fils et trois filles. À la mort du comte en 1295, Jeanne d'Angleterre tombe amoureuse de Raoul de Monthermer, un écuyer aux origines obscures. Leur mariage secret en 1297 est rapidement révélé au roi Édouard, qui entre dans une telle colère qu'il fait incarcérer Raoul de Monthermer à Bristol. Après avoir plaidé la cause de son nouveau mari, Jeanne obtient finalement sa libération et la reconnaissance de son mariage.
Thomas est âgé de seulement cinq ans lorsque sa mère Jeanne meurt le 23 avril 1307. Son père Raoul perd automatiquement les titres et possessions qu'il détenait en droit de son épouse, ces derniers étant hérités par les enfants du premier lit de Jeanne. Afin de lui permettre de subvenir à ses besoins, le roi Édouard II accorde le 4 mars 1309 à son beau-frère Raoul de Monthermer le titre de baron Monthermer, puis le met en possession le 16 septembre suivant de plusieurs propriétés situées dans le Devon, le Hampshire et le Wiltshire. À la mort de son père Raoul le 5 avril 1325, Thomas hérite de l'ensemble de ses biens ainsi que de son titre de baron. En juillet de la même année, il accorde à son frère cadet Édouard un revenu annuel de 20 livres de son manoir de Stokenham, situé dans le Devon.

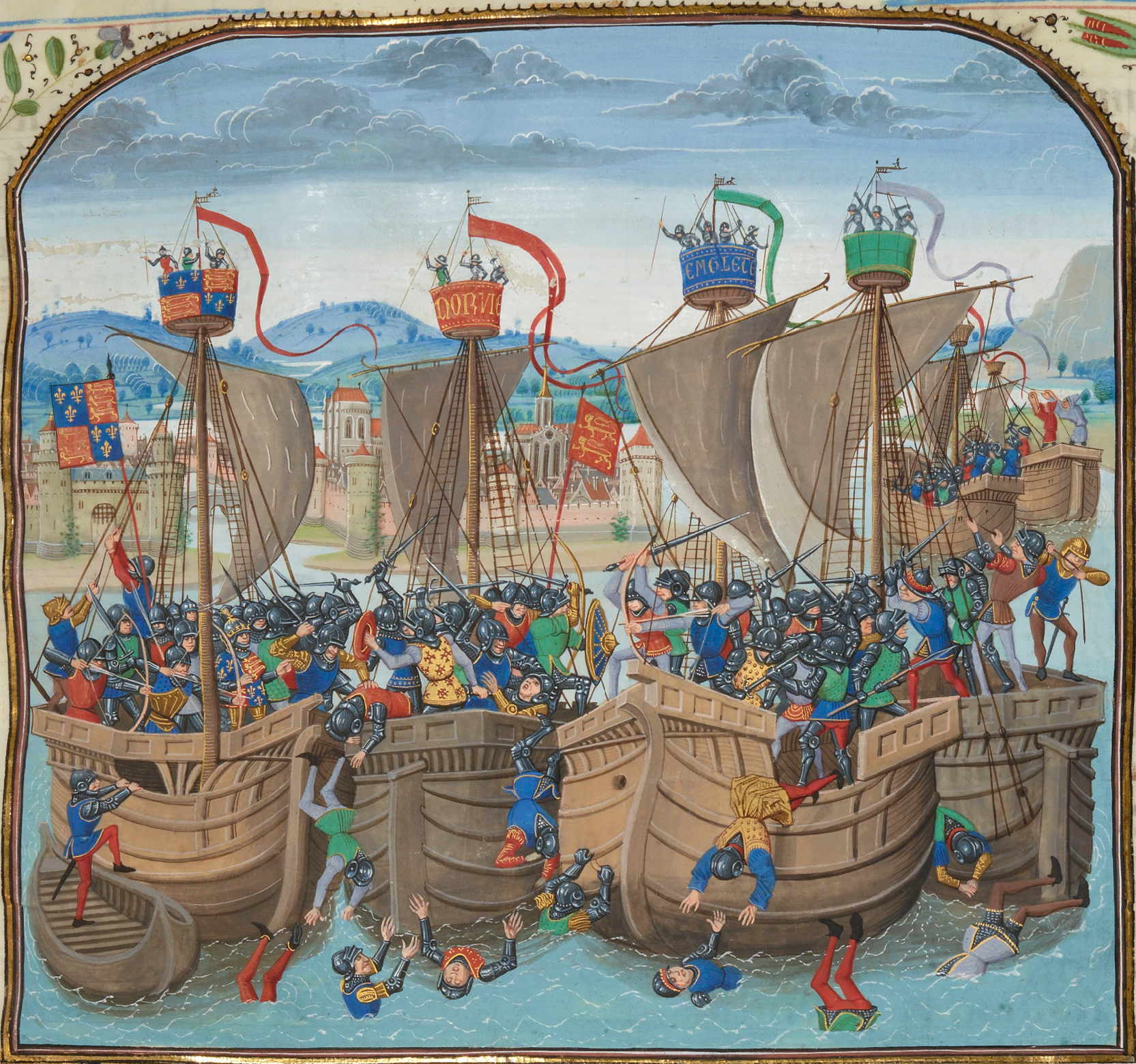
La bataille de L'Écluse, où Thomas de Monthermer perd la vie. Miniature tirée des Chroniques du XVe siècle de Jean Froissart.

Discret sous le règne de son oncle Édouard II, Thomas de Monthermer devient plus apparent à l'avènement de son successeur Édouard III. Lors du couronnement de son cousin le 1er février 1327, Thomas est adoubé. Pourtant, en janvier 1329, il soutient la rébellion d'Henri de Lancastre, 3e comte de Lancastre. Pour cette raison, il est condamné à une amende de 1 000 marcs par Roger Mortimer, 1er comte de March. Après l'exécution de Mortimer, le roi Édouard III lève l'amende de Thomas le 20 janvier 1331. Thomas de Monthermer participe au cours des années suivantes à la guerre de Cent Ans et est présent à la victoire navale de L'Écluse le 24 juin 1340, où il est mortellement blessé. Marié à Margaret de Brewes, Thomas est remplacé par sa fille Margaret, épouse de John Montagu, 1er baron Montagu (en).